# Polyrhachis nofra
Polyrhachis nofra är en myrart som beskrevs av Bolton 1975. Polyrhachis nofra ingår i släktet Polyrhachis och familjen myror. Inga underarter finns listade i Catalogue of Life.